# 사유차도

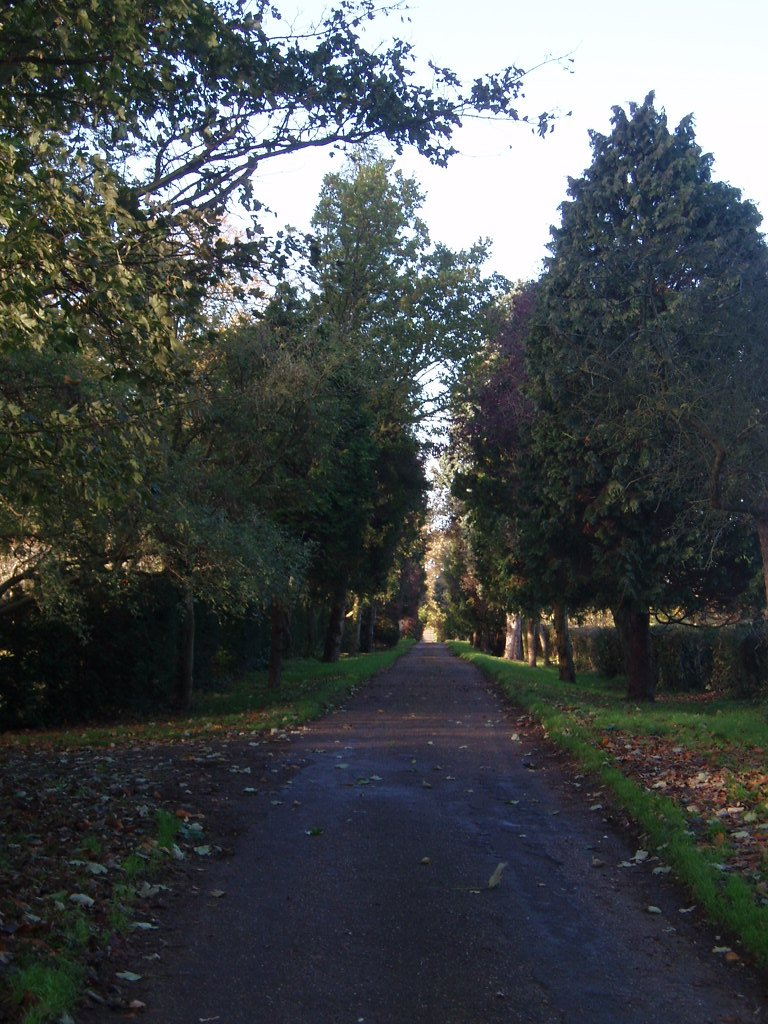
농장으로 향하는 사유차도

사유차도, 드라이브웨이(driveway, 영국 영어: 드라이브, drive)는 개인이나 단체가 소유하고 유지 관리하는 하나 또는 소규모 구조물 그룹에 대한 지역 접근을 위한 사도 (도로)이다. 진입로로 번역되기도 한다.
사유차도에는 신호등이 거의 없지만 교통량이 많은 경우, 특히 상업 사업장이나 공원으로 이어지는 경우에는 신호등이 있을 수 있다.
사유차도는 교통량이 적고 건설에 투자하려는 소유자의 의지로 인해 공도에서는 할 수 없는 방식으로 설계되고 장식될 수 있다. 사유차도는 재포장되거나, 눈이 제거되거나, 정부에 의해 유지 관리되지 않는다. 일반적으로 연결된 주택이나 기타 건물의 건축, 표준 및 조경을 준수하도록 설계된다.
사유차도에 사용되는 일부 재료에는 콘크리트, 장식용 벽돌, 조약돌, 블록 포장, 아스팔트, 자갈, 수지 결합 포장 및 분해된 화강암이 포함된다. 이러한 물질은 풀이나 기타 지표 식물로 둘러싸여 있을 수 있다.
사유차도는 일반적으로 개인 차고, 간이 차고 또는 주택으로 가는 경로로 사용된다. 대규모 부지에서 사유차도는 공공 도로에서 집으로 이어지는 도로일 수 있으며, 그 사이에 문이 있을 수도 있다. 일부 사유차도는 다양한 주택 소유자에게 서비스를 제공하도록 설계될 수 있다. 사유차도는 보도에 연석이 있는 차고 앞의 작은 포장 도로를 의미할 수도 있으며 때로는 자동차를 수용하기에는 너무 짧다.
종종 선택에 따라 또는 지역 규정을 준수하기 위해 자동차는 사유차도에 주차되어 거리의 교통이 원활하게 이루어진다. 더욱이, 일부 관할권에서는 주거용 잔디밭(주거용 주택, 콘도미니엄 또는 협동조합 앞 건물에서 차도, 산책로, 콘크리트 또는 검은 표면 주차 공간을 제외한 거리 선에 있는 건물)에 주차하거나 자동차를 세우는 것을 금지한다. 다른 예로는 캘리포니아주 버클리 시가 있는데, 이는 "어떤 사람이라도 연속 72시간 이상 시의 공공 거리에 차량을 주차하거나 세워 두는 것"을 금지한다. 다른 지역에서는 특정 시간 동안(예: 정기적인 거리 청소를 위해) 주택가 거리에 차량을 두는 것을 금지할 수 있으므로 사유차도를 사용해야 한다.
주거용 사유차도는 차고 판매, 자동차 세척 및 수리, 특히 (북미에서) 농구 연습을 위한 레크리에이션 장소로 사용될 수 있다.

## 같이 보기
- 포장도로
- 공원도로